# Powiedz (singel)
Powiedz – singel polskiej zespołu muzycznego Ich Troje promujący album Ad. 4, wydany w 2001 roku nakładem wydawnictwa Universal Music Polska. Utwór uznawany jest za najbardziej znaną piosenkę w historii zespołu.
Piosenka została napisana już kilka lat wcześniej z myślą o debiutanckim albumie Ich Troje pt. Intro, jednak Jacek Łągwa odrzucił go przy kompletowaniu utworów na płytę. W trakcie prac nad albumem Ad. 4 w 2001 zespół, za namową Katarzyny Kanclerz z wytwórni Universal Music Polska, nagrał nową, nieco wolniejszą od oryginału wersję piosenki, po czym umieścił ją na swojej czwartej płycie.
Zespół odebrał za utwór m.in. nagrodę publiczności na Krajowym Festiwalu Piosenki Polskiej w Opolu oraz Grand Prix i nagrodę publiczności na Festiwalu Piosenki Krajów Nadbałtyckich w Karlshamn, a także nagrodę Mikrofony Popcornu za piosenkę roku i Superjedynkę za przebój roku.
Między innymi dzięki popularności piosenki, album Ad. 4 osiągnął sprzedaż ponad 800 000 egzemplarzy i otrzymał status diamentowej płyty. Utwór wydany został także w języku rosyjskim pod tytułem „Только слова (Tell Me Why)”.
Przez wiele tygodni utwór zajmował pierwsze miejsce na liście przebojów 30 ton w TVP2. Rozgłośnia radiowa RDN Małopolska uznała utwór za „wakacyjny hit wszech czasów”, a Wietrzne Radio sklasyfikowało piosenkę na 12. pozycji w rankingu najpopularniejszych piosenek listy przebojów Top 15 w 2001 roku.

## Lista utworów
Opracowano na podstawie materiału źródłowego.
1. „Powiedz” – 4:06

## Notowania utworu
| Lista                                                | Pozycja |
| ---------------------------------------------------- | ------- |
| Wietrzne Radio (Top 15)                              | 1       |
| Polskie Radio Szczecin (Szczecińska Lista Przebojów) | 1       |